# Surtout de table

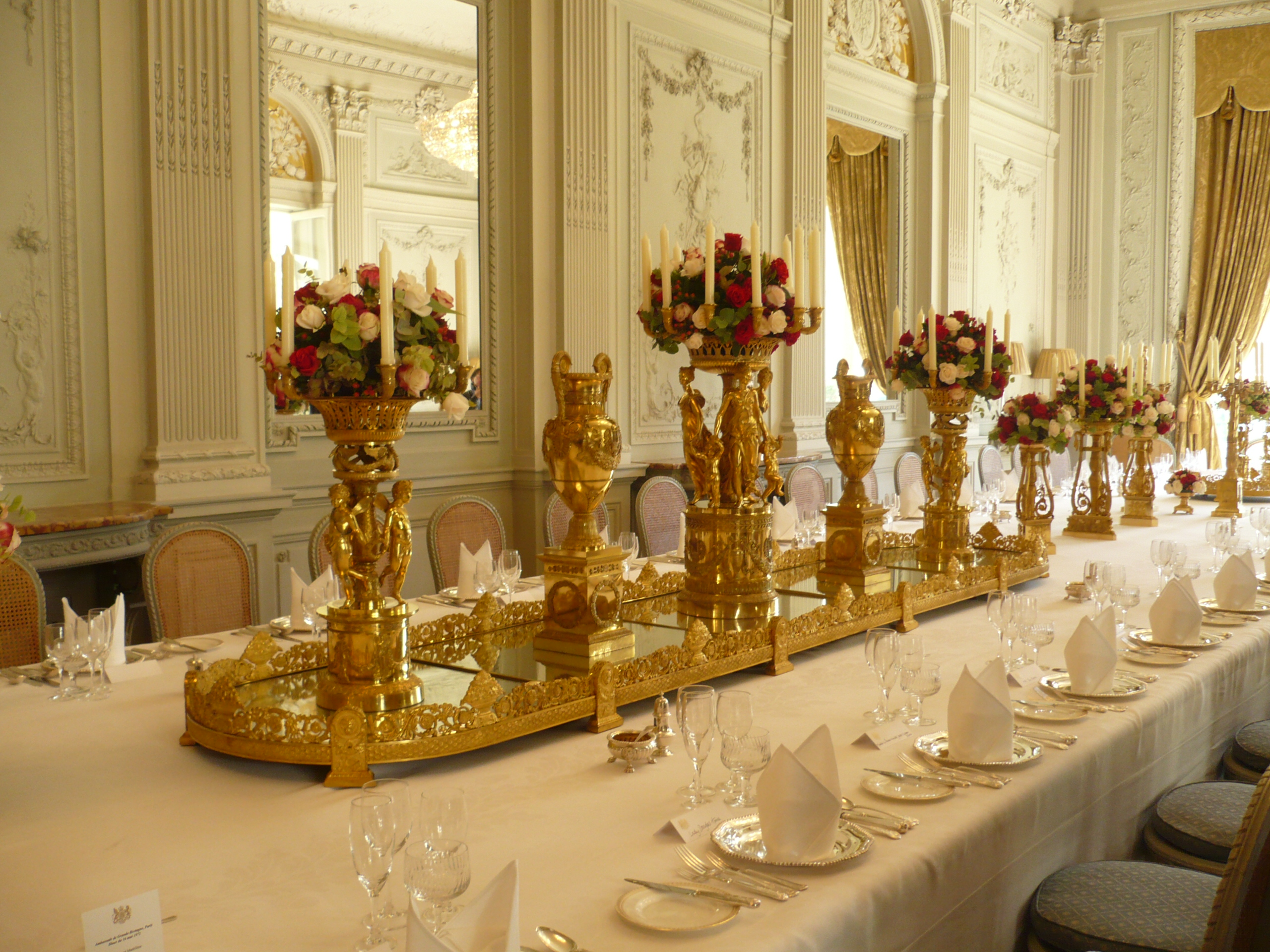
Surtout de table à l'hôtel de Charost, résidence de l'ambassadeur du Royaume-Uni en France.

Un surtout de table est une décoration qu'on place au centre d'une table. Elle est utilisée pour des raisons esthétiques mais aussi pour disposer divers aliments.

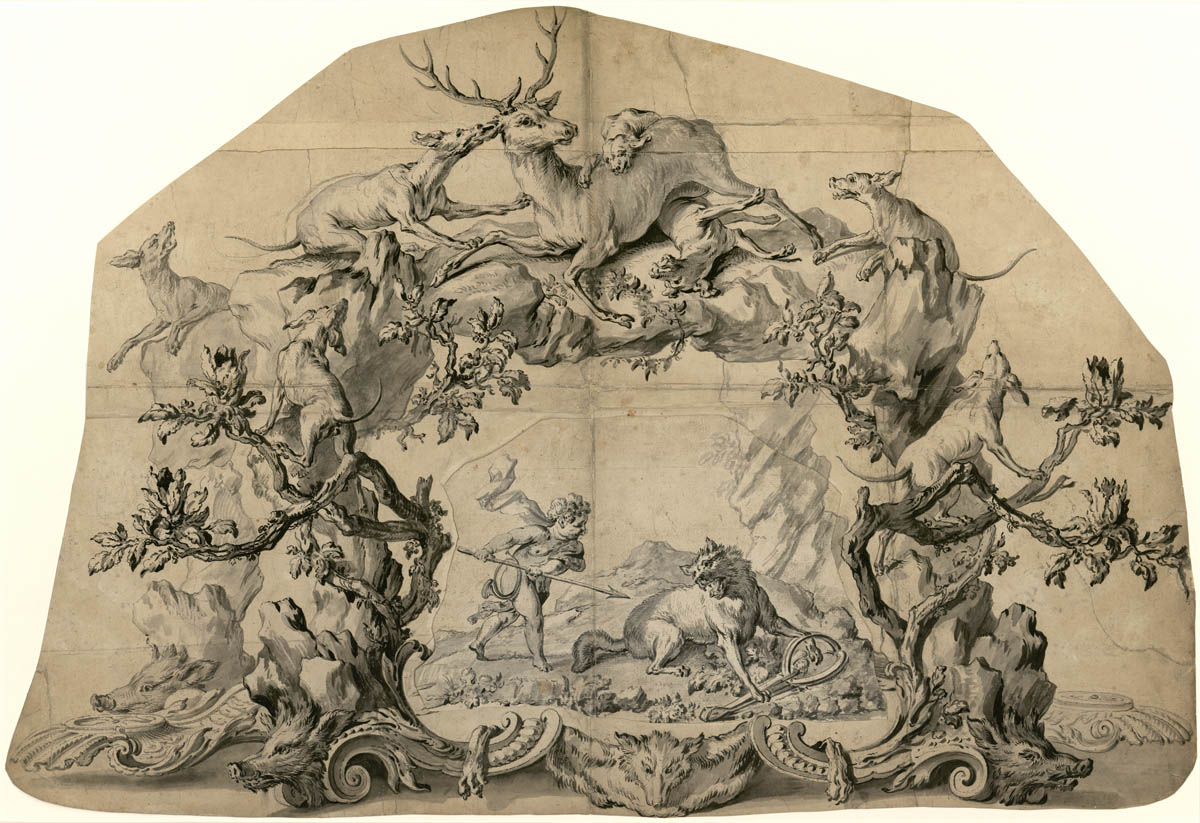
Attribué à Jacques Roëttiers, Projet pour un surtout, vers 1735.

## Description

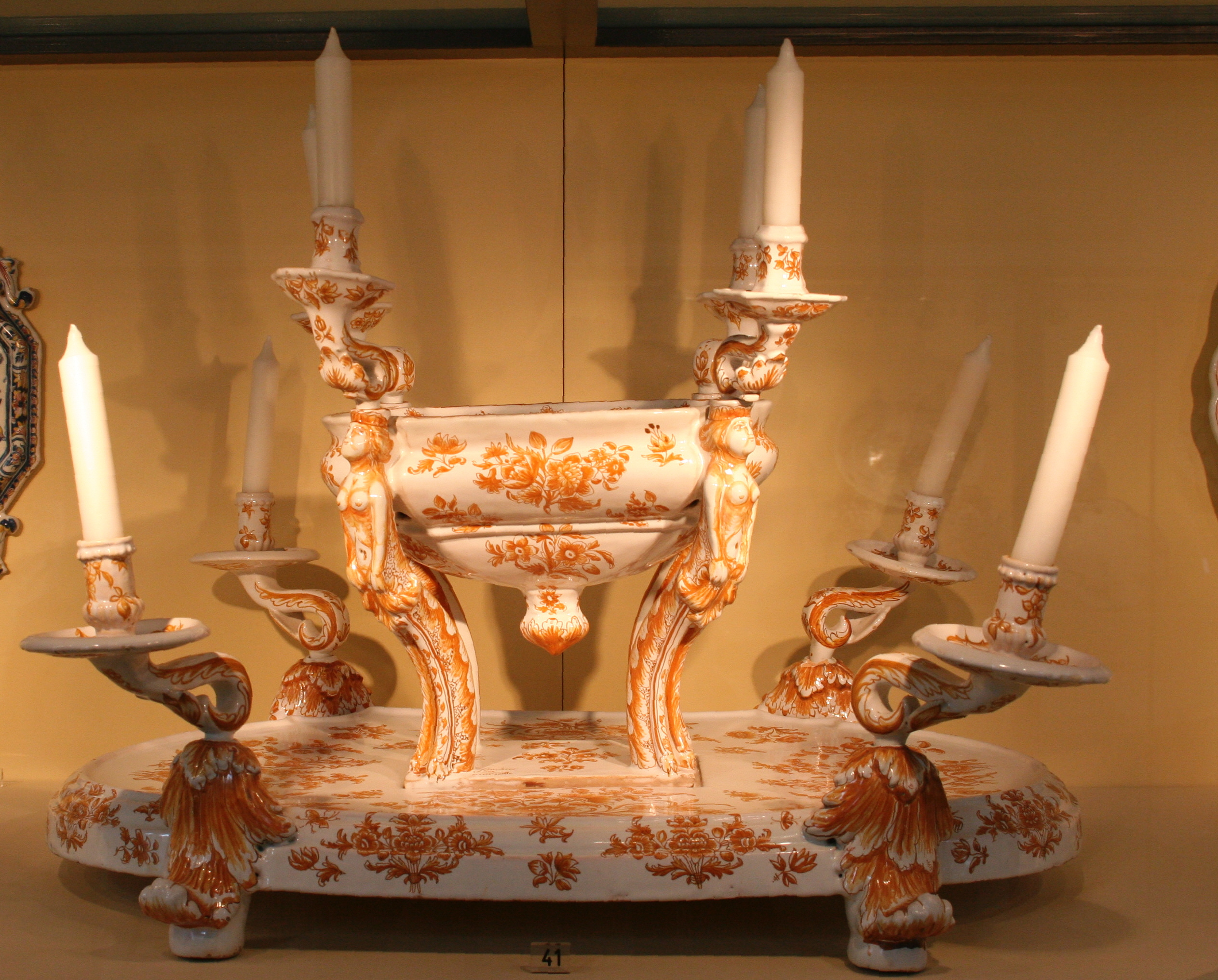
Surtout de table à 8 bras de lumière des ateliers Joseph Fauchier vers 1755-1765 (Musée de la faïence à Marseille).

Les surtouts de table font partie des pièces constituant le décor de la table. À l'origine, ils servaient à présenter des  objets du service comme la salière, la boîte à épices, l'huilier, le vinaigrier ou le sucrier ; cependant, avec l'évolution des usages, le surtout perd progressivement sa fonction utilitaire et fonctionnelle pour devenir un décor de table. De plus, des bras en forme de chandeliers pouvaient porter des bougies. Par la suite, les surtouts deviennent des objets presque uniquement décoratifs. Le surtout du musée de Marseille est à huit bras de lumière.

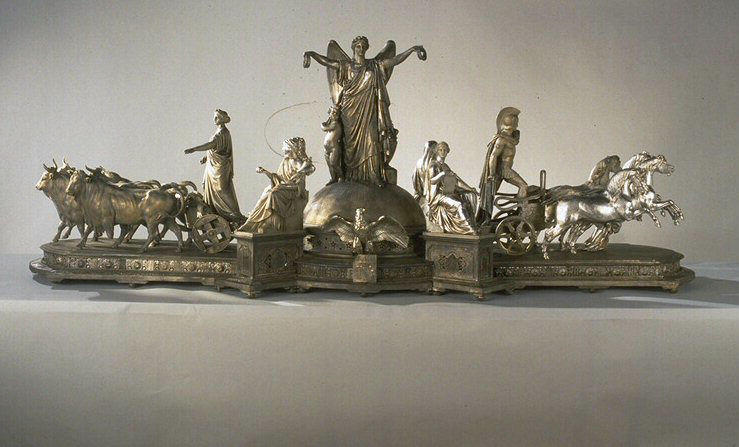
Surtout de table de Napoléon III.